# ديبورا واتسون
ديبورا واتسون (بالإنجليزية: Deborah Watson)‏ هي راكبة الكنو بريطانية، ولدت في 30 مايو 1964.

## وصلات خارجية
- ديبورا واتسون على موقع أوليمبيديا (الإنجليزية)